# Julia Mayoral Márquez
Julia Mayoral Márquez (Santa Amalia, Badajoz; 15 de mayo de 1902 - Mérida, Badajoz; 20 de marzo de 1983) fue una maestra y política española, considerada una de las primeras mujeres en España en ocupar el cargo de alcaldesa.

## Biografía
Nació en la calle Madroñero, 6 de Santa Amalia, donde vivió sus primeros años y estudió primaria. Posteriormente estudió Magisterio en la Escuela Normal de Badajoz y obtuvo el título de Maestra de Primera Enseñanza. Preparó y aprobó las oposiciones de enseñanza, gracias a las cuales obtuvo una plaza en Alange, donde tomó posesión el 26 de enero de 1933.
Una vez allí se involucró en la vida política local; tomó posesión como vocal de la comisión gestora municipal que sustituía a la Corporación proclamada como resultado de las elecciones del 5 de abril de 1931 y posteriormente fue nombrada presidenta (alcaldesa), cargo que ocupó hasta el 9 de mayo de 1933, cuando fue sustituida por la nueva Corporación tras las elecciones del 23 de abril de 1933. El periódico Heraldo Extremeño se hizo eco de la noticia de la siguiente forma:

Con motivo de haber sido elegida alcalde de Alange la cultísima maestra nacional, señorita Julia Mayoral, el gobernador civil de la provincia, señor Cenamor, fue a darle posesión, y al dirigir la palabra al pueblo, en las que elogió a la mujer extremeña y a la República, que ha concedido la intervención de la mujer en la política.

Su nombramiento generó debates en la prensa de entonces, no por su labor como alcaldesa, si no por las disputas entre partidarios y detractores del acceso a la mujer a la alcaldía. Durante su mandato ordenó que las tabernas se cerraran a las diez de la noche y trabajó para resolver el problema del paro agrario que afectaba a los jornaleros. Registró en un diario, ya desaparecido, todas sus vicisitudes como alcaldesa. Tras su etapa en Alange, ejerció en Villagonzalo y, finalmente, en Mérida. Allí conoció a Adrián Seguro, jefe de Correos, con quien contrajo matrimonio y tuvo cuatro hijos (Eduvigis, José, Adrián y Antonio). Falleció en la madrugada del 20 de marzo de 1983.